# Mieczysław Grabowski
Mieczysław Jerzy Grabowski (ur. 26 kwietnia 1928 w Wilnie, zm. 27 lutego 2001 w Łodzi) – polski chemik, krystalograf, pedagog, profesor nauk chemicznych.

## Życiorys

### Edukacja
Urodził się w Wilnie jako syn Stefana i Stefanii z domu Nienart. Wiosną 1945 roku jego rodzina na stałe osiedliła się w Łodzi. Do szkoły podstawowej i pierwszej klasy gimnazjum uczęszczał w Wilnie, a w Łodzi kontynuował naukę od drugiej klasy w XXII Państwowym Gimnazjum i Liceum. Prócz tego został także wykształcony muzyczne. Uczył się gry na fortepianie, najpierw w Wilnie w Konwersatorium Muzycznym, a następnie w Łodzi w Państwowej Średniej Szkole Muzycznej. W 1948 roku, po maturze, zdał egzaminy na studia na Wydziale Chemicznym Politechniki Łódzkiej. Był wówczas również studentem Wyższej Szkoły Muzycznej w klasie fortepianu prof. Zofii Romaszkowej. Studia chemiczne ukończył 30 stycznia 1953 roku i uzyskał dyplom inżyniera chemika ze specjalnością w zakresie technologii papieru i celulozy. Podczas ostatnich lat studiów pracował jako nauczyciel gry na fortepianie w Państwowej Szkole Muzycznej nr 2 w Łodzi.
Bezpośrednio po ukończeniu Politechniki podjął pracę w Katedrze Chemii Ogólnej i Nieorganicznej Wyższej Szkoły Pedagogicznej w Łodzi jako asystent. Przez trzy lata wspólnie z profesorem Włodzimierzem Jędrzejewskim prowadził pracownię analizy ilościowej i jakościowej. W październiku 1955 roku kierunek chemiczny w łódzkiej WSP został zamknięty, a Grabowski objął stanowisko kierownika Sekcji Chemicznej w Ośrodku Metodycznym Dyrekcji Okręgowej Szkolenia Zawodowego w Łodzi. W tym czasie podjął także studia na kierunku chemicznym Uniwersytetu Łódzkiego, które ukończył w czerwcu 1957 roku, uzyskując tytuł magistra chemii. Od 1 października 1957 roku rozpoczął pracę w Katedrze Mineralogii i Krystalografii Uniwersytetu w Łodzi. Profesor Jędrzejewski przedstawił go wtedy profesorowi Antoniemu Swaryczewskiemu, który zakupił w Czechosłowacji aparaturę rentgenowską, by rozpocząć prace eksperymentalne nad badaniami mikrostruktury kryształów.

### Praca zawodowa
W latach sześćdziesiątych zainicjował stworzenie pracowni optyki kryształów i utworzył zespół do badań ich struktury. We wrześniu 1963 roku obronił pracę doktorską pt. Studia krystalochemiczne nad związkami M
4CdX
6, gdzie M - potasowiec lub amon, X - chlorowiec i uzyskał stopień doktora nauk przyrodniczych. 10 kwietnia 1970 roku na podstawie prac obejmujących badania zależności od struktury niektórych anizotropowych właściwości fizycznych kryształów związków organicznych Rada Wydziału Matematyki, Fizyki i Chemii UŁ awansowała go na stopień doktora habilitowanego. Na stanowisko docenta uniwersytetu został mianowany 1 stycznia 1971 roku, a rok później objął kierownictwo w Zakładzie Krystalografii Uniwersytetu Łódzkiego, który dotychczas nazywał się Katedrą Mineralogii i Krystalografii.

#### Krystalizacja hemoglobiny
W latach 70. był opiekunem prac magisterskich Zygmunta Derewendy i Marka Brzozowskiego na temat krystalizacji hemoglobiny. Uzyskane kryształy były sprawdzane przez ustalenie ich budowy sieciowej. Wkrótce okazało się, że udało im się wykrystalizować nową formę hemoglobiny, semi-oksy Hb, a dalsze badania strukturalne z wykorzystaniem promieniowania synchrotronowego wyjaśniły m.in. przebieg utlenowania hemoglobiny i zjawisko kooperatywnego przyjmowania tlenu przez hemoglobinę. Było to istotne osiągnięcie, bowiem wcześniej istnienie pośredniej hemoglobiny jedynie teoretycznie postulował Max Perutz. Wyniki te zostały opublikowane wspólnie z naukowcami z University of York w czasopiśmie naukowym „Nature”.

#### Inne osiągnięcia
W 1990 roku rozpoczął przenoszenie Zakładu Krystalografii do nowoczesnego lokalu w Instytucie Fizyki UŁ przy ul. Pomorskiej, które ukończył dwa lata później. Znalazła się tam nowoczesna pracownia dyfraktometryczna działająca do 2009 roku. Dorobek naukowy Grabowskiego obejmuje ponad siedemdziesiąt prac naukowych. Do jego osiągnięć należy m.in. opracowanie symboliki punktowych operacji symetrii spełniających warunki ścisłości i logiczności dopasowanej do symboliki międzynarodowej. Wraz z Andrzejem Stępniem opracował teoretyczne podstawy nowej metody ujawniania pozycji kolejnych atomów w toku analizy. Praca na temat hemoglobiny wykazała przydatność metod testowania oraz statystyki Wilsona, dla nisko- i wysokokątowych refleksów. Od 1981 roku do śmierci był członkiem Komisji Krystalograficznej Polskiej Akademii Nauk.
Zmarł po ciężkiej chorobie 27 lutego 2001 roku. Został pochowany na łódzkim cmentarzu na Dołach.

## Życie prywatne
W 1955 roku ożenił się z Teresą Ciesielską. Miał dwóch synów: Adama i Krzysztofa.